# 塞夫尔河畔拉福雷
塞夫尔河畔拉福雷（法語：La Forêt-sur-Sèvre，法語發音：[la fɔʁɛ syʁ sɛvʁ]）是法国德塞夫勒省的一个市镇，属于布雷叙尔区。

## 地理
塞夫尔河畔拉福雷（46°46'12"N, 0°38'59"W）面积55.94 平方千米，位于法国新阿基坦大区德塞夫勒省，该省份为法国西部内陆省份，北起曼恩-卢瓦尔省，西接旺代省，南至夏朗德省和滨海夏朗德省，东临维埃纳省。
与塞夫尔河畔拉福雷接壤的市镇（或旧市镇、城区）包括：布雷敘爾、瑟里宰、锡里耶尔、库尔莱、塞夫尔河畔圣安德烈、默农布莱、圣皮埃尔迪舍曼、塞夫尔河畔蒙库唐。

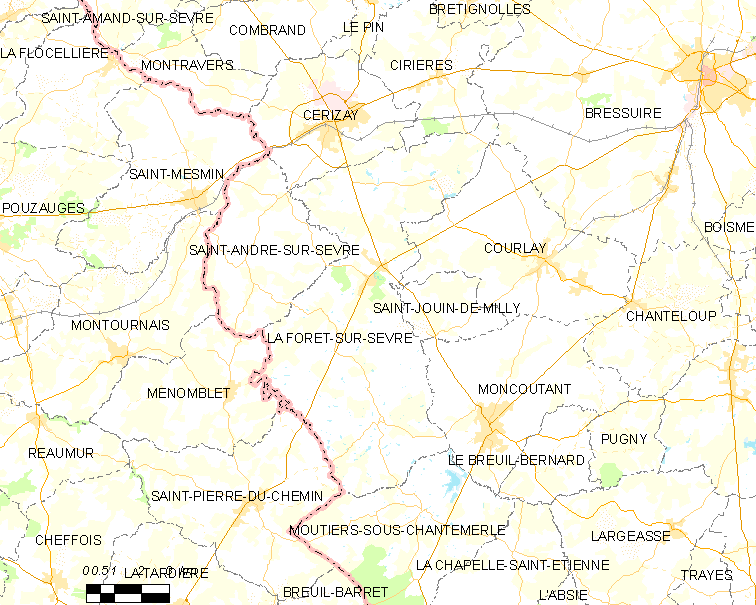
塞夫尔河畔拉福雷的OSM定位图

塞夫尔河畔拉福雷的时区为UTC+01:00、UTC+02:00（夏令时）。

## 行政
塞夫尔河畔拉福雷的邮政编码为79380，INSEE市镇编码为79123。

## 政治
塞夫尔河畔拉福雷所属的省级选区为瑟里宰县。

## 人口

1962-2008年间塞夫尔河畔拉福雷人口变化图示

塞夫尔河畔拉福雷于2022年1月1日时的人口数量为2261人。